# 将国のアルタイル
『将国のアルタイル』（しょうこくのアルタイル）は、カトウコトノによる日本の漫画作品。『月刊少年シリウス』（講談社）にて2007年9月号から2024年1月号まで連載された。文明としては中世風の世界で、戦略とアクションが織り成すストーリーとなっている。
2012年4月26日からは『シリウス』公式サイトにて二次創作4コマ漫画『将国の！』が連載されている。『シリウス』2012年6月号から2013年11月号までソガシイナによるスピンオフ作品『小国のアルタイルさん』が連載された。『シリウス』2016年3月号から日薙嶌国（くさなぎとうこく）を舞台とするスピンオフ作品『将国のアルタイル嵬伝 嶌国のスバル』が連載。
2017年には、第41回講談社漫画賞少年部門を受賞した。

## あらすじ

### マフムートの旅（第1巻 - 第4巻）
トルキエ暦75年/帝国暦451年、史上最年少でトルキエ将国の将軍になったマフムートは、バルトライン帝国フランツ大臣暗殺事件の対応を巡り、将軍会議の場でザガノス将軍に意見を一蹴される。不満を抱いたマフムートだったが、命の恩人であるカリル将軍に諭され事件の解決方法を探り、事件がトルキエ側の犯行に見せかけた冤罪であることを見抜き、カリルと共にバルトラインに出向きトルキエの潔白を証明する。その年の春、マフムートの友人でザガノス配下のイブラヒム総督がヒサールで反乱を起こしたという知らせが入る。反乱の背後にバルトライン帝国宰相ルイがいることを察知したザガノスは、反乱鎮圧を機にバルトラインとの戦争を起こそうと画策するが、マフムートは一人でヒサールに向かい、二人の共通の友人シャラの助けを借りてルイ配下のロットウルムを撃退し、イブラヒムを助け出す。
反乱の鎮圧後、マフムートは国家の危機よりも友人の救出を優先したことを咎められ、将軍から千人隊長への降格を言い渡される。マフムートはバルトラインとの開戦が近付いていることを察知するが、今の自分には何も出来ないことを実感し、カリルの助言を受け、見識を広げるため諸国を巡る旅に出かける。マフムートはザガノスの助言を得て、彼が組織する密偵網の長官スレイマンと接触し、密偵である耳役がロットウルムに抹殺され壊滅状態にあることを聞かされる。スレイマンと別れたマフムートは彼の助言を得て、央海の都市国家ポイニキアに向かうが、そこで海洋進出を目指すバルトラインとの戦争に巻き込まれてしまう。ポイニキアは隣国ヴェネディック共和国の援軍を頼りに防戦するが、レレデリク公爵の率いるバルトライン軍に制圧され降伏する。
マフムートはポイニキアの耳役キュロスと共にポイニキアを脱出し、ブレガ率いるヴェネディック艦隊に救助される。ヴェネディックに到着したマフムートは、元首のルチオと面会して援軍が遅れたことを問い質すが、友情よりも政治的判断を優先するルチオに軽くいなされてしまう。マフムートとキュロスは、ブレガの部下であるアビリガと出会い交流するが、彼が親代わりと慕うブレガのために違法投資を行っていたことが発覚し、国外追放されることを知る。マフムートはアビリガを助けるために金を集め、彼を助け出す。ブレガは、違法投資の一件がマフムートを試すための虚偽だったことを詫び、「ヴェネディックとトルキエのパイプ役としてアビリガを旅に同行させて欲しい」と申し出る。マフムートは、集めた金でアビリガを譲り受け、ヴェネディックを後にする。

### トルキエ内乱（第5巻 - 第7巻）
トルキエ暦75年/帝国暦451年6月11日、トルキエはバルトラインとの戦争に備えるため、衛星国である四将国（ムズラク、クルチュ、ブチャク、バルタ）との大トルキエ体制移行を図るが、四将王たちはトルキエの提案を拒否する。同じころ、マフムートたちはウラド王国に向かうため、国境を接するムズラクを訪れるが、そこで将王バラバンに追われるムズラク将弟バヤジットと姪であるバルタ将姫アイシェと出くわす。彼らから四将国の背信行為を聞かされたマフムートは、バラバンに面会して真意を問い質し、彼からトルキエからの独立を図る意思を聞かされる。四将国の造反はルイが仕組んだ反乱であり、ロットウルムのエレノアに追われ、バラバンの本陣から脱出したマフムートたちはスレイマンと合流し、ザガノスが四将王を失脚させ反乱を鎮圧するため、現地の指揮をマフムートが執るように指示したことを聞かされる。
マフムートとスレイマンは、バヤジットとアイシェをムズラク・バルタの新王に就けることに決め、彼らと共にブチャク、クルチュの親トルキエ派の王族を探す。アイシェは婚約者であるクルチュ将太子オルハンを味方に引き入れ、父王セリムの説得を試みるが、セリムはマフムートたちを拘束する。その夜、セリムは牢獄の中でマフムートたちと接触し、拘束したのはロットウルムの目を欺くための芝居だったことを伝え、協力を申し出る。アイシェはオルハンとの結婚式を行い、その場に出席したバラバンたちを一網打尽にすることを提案して準備に取りかかり、マフムートはシャラに協力を求め、芝居を通して親トルキエ派への政権交代を扇動する。一方、ブチャク将国に潜入したスレイマンとバヤジットは将子イスマイルに捕らえられる。イスマイルは協力するための保証を求め、バヤジットは極東から流入した火器シャルクヤイを提供することを伝え、協力を取り付ける。
同年8月31日、クルチュで結婚式が執り行われようとしていたが、トルキエのサルジャ将軍から情報を得たバラバンはブチャク・バルタの軍勢を結集してクルチュに侵攻する。ザガノスはマフムートたちを犠牲にして手薄になった三将国を制圧しようと目論み、取り残されたマフムートはオルハンの軍勢を率いて三将国軍を迎え撃つ。マフムートはバラバンを挑発してバヤジットとイスマイルの部隊がいる谷に誘い込み、バラバンの部隊を殲滅する。バラバンはバヤジットに討ち取られ、彼の戦死を知ったブチャク・バルタの軍勢は撤退を始め、マフムートたちの追撃を受けて壊滅する。将王たちは死に、唯一生き残ったアイシェの母ファトマは、マフムートの温情によって生かされることになり、新たな将王を迎えた四将国はトルキエとの大トルキエ体制に移行する。

### ルメリアナ大戦の勃発（第8巻 - 第12巻）
トルキエ内乱を鎮圧したマフムートは、その功績を認められて将軍に復帰する。マフムートは迫り来るバルトラインの脅威に備えるため反帝勢力の結集を呼びかけ、新たに設置された外事局長に任命される。マフムートはキュロスとアビリガを連れてトルキエの対岸の都市国家アルギュロスに向かい、そこで父を亡くして取引先を失った商人ニキと出会い、彼女の協力を得てバルトラインに対して経済戦を仕かける。その結果、バルトラインはヴェネディックとの間に戦端を開き、両国は敵対することになる。マフムートは次に鎖国国家ウラド王国に向かい反帝陣営に引き込もうとするが、国王ジグモンド3世から申し出を断られてしまう。ジグモンド3世は破綻寸前の国家を救うためにバルトラインの保護下に入ることを考えるが、マフムートはウラドが自力で再生できる潜在力があることを説き、ジグモンド3世はトルキエと同盟を結ぶことを決断する。ウラドとの同盟を取り付けたマフムートの元にルチオが現れ、バルトラインに対抗するための三国会議の開催を提案する。
トルキエ暦76年/帝国暦452年2月10日、トルキエの首都アルトゥンで三国と四将国の元首が一堂に会するが、その隙を突き、バルトラインに与した央海の都市国家リゾラーニ共和国がポイニキア・サロス王国間の海路を封鎖してしまう。三国はバルトラインに対抗するため三国軍事同盟を締結し、トルキエは陸路から軍隊を派遣することに決める。トルキエ軍の進軍に先立ち、マフムートたちは小国家群を味方に引き入れるためにルメリアナの心臓地方に旅立つ。同日、ピノー大将率いるバルトライン軍がスコグリオ公国に侵攻し、ルメリアナ大陸全土を巻き込んだ「ルメリアナ大戦」が勃発する。マフムートたちは心臓地方の大国フローレンス共和国に向かい、大統領カテリーナと談判するが、彼女は反帝同盟にもバルトラインにも与せず、心臓地方の国家を束ねて新たにクオーレ同盟を結成し、バルトラインに対抗しようと画策する。しかし、バルトラインが古代ポイニキア帝国の復活を掲げてルメリアナ大陸全土を征服しようとしていることを知らされ、三国同盟と連携してバルトラインに対抗することを決断する。
スレイマンと別れたマフムートたちは、傭兵国家タウロ市を訪れ味方に引き込もうとするが、デルッチョとエスケルドの市長兄弟から実力を軽視され、実力を証明するために模擬戦を挑まれる。マフムートは、ルバッハたちタウロの傭兵と協力して模擬戦に挑み、トルキエの集団戦法を用いて市長兄弟に勝利する。模擬戦に勝利したマフムートは、タウロとの間に契約を結び、エルバッハたちを率いて交渉の旅を続けるが、バルトライン軍は各地の都市国家を征服して支配地域を拡大していた。マフムートたちはチェロ共和国を訪れてカルバハル院長を味方に引き入れ、バルトライン軍を迎え撃つ。バルトライン軍は難攻不落を誇るチェロの攻略に手間取り、その背後からカリル率いるトルキエ軍が迫っていた。ピノーは軍団を率いてカリルを迎え撃ち、ルイから策を委ねられた軍監ココシュカと、バレ中将率いる工兵部隊の活躍によってトルキエ軍を破り、カリルを討ち取りチェロに凱旋する。

### トルキエ軍の反撃（第13巻 - 第16巻）
トルキエ暦76年/帝国暦452年5月3日、ルチオとブレガが率いるヴェネディック艦隊は、ボッカネグラ家の率いるバルトライン艦隊と激突する。天才的な操船技術を駆使して戦うボッカネグラ家に対し、ヴェネディック艦隊は新造の高速船を駆使してバルトライン艦隊を翻弄し、指揮官のアマデオとロニに打撃を与える。バルトライン艦隊はポイニキアに撤退しようとするが、ヴェネディック艦隊によって港を封鎖され追い詰められる。アマデオは救援に来た元首ドーリアのリゾラーニ艦隊と共に反撃しようとするが、ルチオと密約を交わしていたドーリアはバルトライン艦隊を攻撃して全滅に追い込む。
マフムートはクルト将軍やアフメットらカリルの残存軍と合流し、バルトライン軍の食糧庫を襲う。ピノーは補給を立て直すために軍団を移動させるが、そこでマフムートが率いる反帝同盟軍に包囲される。ピノーは包囲陣を突破するが、マフムートとクオーレ同盟が雇った傭兵団に挟み撃ちにされ戦死し、軍団も壊滅する。マフムートはチェロに残るバルトライン軍を攻撃するために移動を始め、伝令からの報告を受けたフレンツェン中将とアダム中将はチェロから撤退する。しかし、チェロ内部では情報が届かず、バルトライン軍に降伏しようとする民兵と彼らを支持した民衆によってカルバハルが処刑される。無用な血が流れたことに憤るマフムートはチェロの統治権を剥奪し、将軍会議はマフムートをチェロの総督に任命する。将軍会議に出席したマフムートは、カリル亡き後、ザガノスの勢力が増していることを聞かされる。一方、主力部隊を失ったバルトラインでは、非戦派のエイゼンシュテイン公爵がルイを弾劾して戦争の停止を求めるが、ルイは批判を一蹴して戦争の継続を決定する。
トルキエ暦76年/帝国暦452年9月5日、ザガノス率いる帝国侵攻軍が、バルトライン首都・聖ミヒャエルに向けて進軍を開始する。侵攻先の帝国バルト地方では、キュロスの説得を受けた旧ベルネット王家の王子オットーがバルトラインからの独立を宣言し、これをきっかけにバルト地方が帝国から相次いで離反する。帝国崩壊の危機を察知したフレンツェンとアダムは、ザガノス軍を奇襲しようと移動を始めるが、その動きを知ったマフムートも部隊を率いてバルトライン軍を追う。俊足を活かしたトルキエ軍はアダム軍を捉え、交戦の末にアダム軍を壊滅させる。そのころ、帝国領ルリジオン近郊でザガノス軍を捉えたフレンツェン軍は奇襲を仕かけるが、追い付いたマフムート軍に襲われる。フレンツェンは部隊に撤退を命じ、ザガノスを討とうとするが、それを阻止しようとするマフムートと一騎打ちになり、彼に討ち取られる。

### 聖ミヒャエル攻防戦（第17巻 - 第19巻）
フレンツェン軍が敗走した後、ザガノス軍はライン地方全域を支配下に置き聖ミヒャエルに進軍を続ける、一方、マフムートはチェロ総督から解任され、副将としてザガノスの指揮下に入ることになる。ザガノスの勢力が増すことを危惧する将軍たちによる命令だったが、マフムートは命令に従いザガノス軍に同行する。その聖ミヒャエルでは、残存するバルトライン軍と新貴族の私兵による混成軍が編成され、城塞都市ミュールでトルキエ軍を迎え撃とうとするが、ザガノス軍は大砲ウヤンドゥルマを用いてバルトライン軍を圧倒する。同じころ、レレデリクはバルト地方最大の兵力を持つマイスナー伯爵と結婚し、彼の持つ兵力を奪い聖ミヒャエルに向かう。
ミュールでは連日の砲撃に耐えかねたジョルダン侯爵やカウフマン伯爵たち新貴族が出撃を申し出て、ルイの支持を得て出撃する。出撃を見越していたマフムートはジョルダンたちを誘い込んで奇襲を仕かけるが、その作戦を見抜いていたルイは手薄になったザガノス軍に残りの新貴族部隊を差し向ける。ルイの目論み通り新貴族部隊に目を奪われたトルキエ軍の背後を突くために、レレデリク軍がミュールに向かう。しかし、予定時刻を過ぎてもレレデリク軍は到着せず、作戦の失敗を悟ったアンドロシュ大将はルイを軟禁して部隊を撤退させる。同時に、皇帝を見限った新貴族たちはバルトラインから離反し、ザガノスに恭順する。
トルキエ暦77年/帝国暦453年3月2日、ザガノスの元にブチャク将国の首都ムジュヘルが陥落したという知らせが入る。ミュールへの進軍を止めたレレデリク軍が、フレンツェンの残した南領軍を率いるヴィヒター軍と合流してトルキエ将国領に侵攻し、トルキエ首都アルトゥンは混乱する。クルトたちはミュールを放棄してトルキエに撤退するように進言するが、ザガノスは進言を拒否して一触即発の状態となるが、彼に賛同したマフムートがその場を収める。ザガノスはミュール攻略を継続し、マフムートにトルキエに戻り首都防衛に加わるように命令する。同じころ、四将国の将王たちはレレデリク軍を迎え撃つために兵力を結集させる。

## 登場人物
年齢は第1巻（トルキエ暦75年/帝国暦451年4月3日）時点のものを記載。声はテレビアニメ版のもの。

### 主要人物
犬鷲のマフムート将軍（トゥグリル・マフムート・パシャ）
声 - 村瀬歩
本作の主人公。トルキエ暦57年6月1日生まれの17歳。12歳で新兵学校に入るための武術試験を首席で合格し、史上最年少の17歳で将軍（パシャ）に昇進した天才少年。出身部族であるトゥグリル族の放鷲術を独学で身に付け犬鷲（トゥグリル）の性質に詳しく、その種であるイスカンダルを使役しており、戦闘時に彼らを使うこともある。幼いころに起こったバルトライン帝国とトルキエの戦争で故郷と母親を喪っており、この経験をきっかけに抱いた「二度と戦争を起こさせたくない」という想いが彼の原動力になっている。
性格は真面目で、頭は切れるが融通が利かない。追い詰められると感情的に突っ走ってしまう傾向を周囲の年長者たちからは危ぶまれている。また、女性や色恋沙汰が苦手。
ヒサール反乱での行動を咎められ将軍から千人隊長に降格され、見聞を広めるため各地を旅する。その後、四将国の内乱を鎮めた功績により将軍に復帰し、新設された外事局長に任命され、対バルトラインとの戦争の指揮を執る。
イスカンダル
トルキエ暦63年2月生まれの12歳。生まれたばかりのころからマフムートに飼われている。マフムートが独学の放鷲術で躾けた犬鷲。雄なので雌に比べると少し小さい。
キュロス・イオス・アポロドロス
声 - KENN
帝国暦433年5月10日生まれの17歳。ポイニキア市長アポロドロスの息子で、ポイニキアにおける耳役。街の不良たちのリーダー的存在であったが、スレイマンに出会い耳役になることを引き受ける。ポイニキア陥落後はマフムートと行動を共にしている。
アビリガ
声 - 諏訪部順一
帝国暦422年8月8日生まれの28歳。ヴェネディック・ブレガ商会所属の私兵隊長。ヴェネディックにおいて、その武名を知らぬ者はいない人物。サロス出身で、実の親に13歳の時に奴隷商人に売られたが、逃亡中ブレガに戦闘能力を見込まれ148ドゥカートで買い取られた。しばらくの間ブレガ夫妻の元で暮らしていたため、二人を両親のように慕っている。
スレイマンに耳役となるよう誘われた過去がある。ある企ての結果、近い将来ヴェネディックとトルキエを結ぶ導管として700ドゥカートでマフムートに買い取られ、以降はマフムートと行動を共にしている。
黒翼のスレイマン長官（カラ・カネット・スレイマン・バシュカン）
声 - 小西克幸
トルキエ暦41年11月13日生まれの33歳。ザガノスの私設密偵網「耳役（クラック）」と「目役（ギョス）」を統括する長官。かつてフローレンス共和国にいたことがあり、当時のコネも使っている。マフムートと同じトゥグリル族出身の犬鷲使い。ザガノスの指示でマフムートに協力している。飼鷲は雌のカテリーナ（14歳）。

### トルキエ将国

#### 将軍会議
毒薬のザガノス将軍（ゼヘル・ザガノス・パシャ）
声 - 古川慎
トルキエ暦9月14日生まれの26歳。対バルトライン強硬派。13人の将軍の一人で第1州管理官。18歳から将軍を務めている。自らが組織した密偵網を大陸全土に持っている。周りの将軍たちに帝国の脅威が迫っていることをヒサールを利用して警告した。冷酷ながらも頭の切れる人物。大トルキエ体制施行のために四将国の政権転覆を水面下で模索、その任をマフムートに与えた。カリルの死後はトルキエ最大の実力者になり、実質的に将軍会議を取り仕切っている。
大都市のカリル将軍（シェヒル・カリル・パシャ）
声 - 緒方賢一
トルキエ暦6年4月4日生まれの68歳。対バルトライン穏健派。13人の将軍の一人で第7州管理官。将軍歴は21年。14年前のバルトラインとの戦争にも参加し、当時5歳で母親を喪ったマフムートを拾う。マフムートを見守り、彼の若さゆえの見識不足を危惧して忠告をしたりもする。遠征軍の指揮官としてチェロに派遣されるが、帝国軍との戦闘で戦死する。
靴屋のダウド将軍（コンドラジェ・ダウド・パシャ）
声 - 佐々木義人
対バルトライン穏健派。13人の将軍の一人で第4州管理官。カリルの盟友。カリルの弔い戦を志願するが、ザガノスに拒否される。ザガノスの影響力拡大に伴いムズラクに左遷される。
水門のサルジャ将軍（テシサトゥ・カプ・サルジャ・パシャ）
声 - 川田紳司
トルキエ暦46年2月23日生まれの29歳。13人の将軍の一人で第3州管理官。トルキエ第一の名門の出身で、ザガノスを「成り上がり者」呼ばわりする。理想家でザガノスとは仲が悪い。
四将国の将王とは代々親交があり、「トルキエが高圧的な態度を改めれば内乱は収まる」と楽観視してバラバンに情報を提供するなど協力していたが、実際はバラバンに利用されていただけであり最終的には彼に殺された。
大将軍（ビュラクパシャ）
声 - 黒田崇矢
トルキエ暦34年3月30日生まれの41歳。トルキエの国家元首であり最高権力者。大トルキエ体制施行のために四将国の政権転覆の任をザガノスに与える。

#### 遠征軍（帝国侵攻軍）
狼のクルト将軍（クルト・クルト・パシャ）
声 - 木村昴
トルキエ暦38年5月17日生まれの36歳。カリルの遠征軍に従軍した将軍の一人。カリルの戦死後はマフムートと合流し、チェロ州の次席管理官に任命されマフムートを補佐する。
幸運のヌルザーン将軍（シャンスル・ヌルザーン・パシャ）
声 - 代永翼
トルキエ暦51年10月10日生まれの23歳。チェロ州の次席管理官。ゼキとは旧知の仲。
建築家のゼキ将軍（ミマール・ゼキ・パシャ）
声 - 武内駿輔
トルキエ暦51年4月15日生まれの23歳。トルキエの建築家。チェロ州の建設長官に任命され、マフムートを補佐する。カリルの思想を受け継いだ人間として、マフムートに対抗意識を抱いている。
蹄鉄のジェミル将軍（アナトル・ジェミル・パシャ）
トルキエ暦49年11月2日生まれの25歳。第1州次席管理官。ザガノスの腹心の一人で、帝国侵攻軍の友軍・蹄鉄隊の指揮官。
駱駝のイルカイ将軍（デヴェ・イルカイ・パシャ）
トルキエ暦52年6月5日生まれの22歳。第1州次席管理官。ザガノスの腹心の一人で、帝国侵攻軍の友軍・駱駝隊の指揮官。
アフメット軍人（アフメット・ベイ）
声 - 堀江瞬
トルキエ暦59年4月5日生まれの15歳。カリルの遠征軍に従軍した青年。カリルの戦死後はマフムートと合流し、千人隊長に任命されマフムートを補佐する。

#### その他の軍政関係者
飾り帽子のイブラヒム総督（シャプカ・イブラヒム・バリ）
声 - 佐藤拓也
トルキエ暦50年11月20日生まれの24歳。ヒサールの総督で、ザガノス配下の千人隊長。温厚で気安い性格で、マフムートとは友人である。ルイ大臣の陰謀で自身と部下の家族を人質に取られてしまい、トルキエへの反乱を強要される。反乱がマフムートによって失敗した後に裁判に掛けられるが、将軍会議の政治的思惑により罪を不問にされ総督に慰留される。
旗持ちのバルバロス（バイラクター・バルバロス）
声 - 塩屋浩三
イェニ・トゥグリル村の耳役。12年前のバルトラインとの戦争では、カリルの旗頭を務めていた。マフムートにスレイマンを紹介する役目を担う。

#### 琴弾座（ライラ・エスナフ）
ロクセラーナ
トルキエ暦46年7月19日生まれの28歳。劇団「琴弾座（ライラ・エスナフ）」の座長。実際の出来事と、それを題材とした劇は別物と捉えており、劇を「素敵な虚構」と表現している。
シャラ
声 - 日笠陽子
トルキエ暦58年7月7日生まれの16歳。琴弾座の団員で、首都アルトゥンで一番の人気を誇る踊り子。イブラヒムとマフムートの友人。トルキエ内乱の際にはマフムートに協力する。
コラン
トルキエ暦58年10月27日生まれの16歳。琴弾座の団員。実際の出来事と、それを題材とした劇を同一視する傾向がある。
ココ
トルキエ暦59年3月18日生まれの16歳。琴弾座の団員。劇では男役を務めており、初演前は緊張のため不愛想になる。

### 四将国

#### ムズラク将国
紅虎のバラバン（アル・カプラン・バラバン）
声 - 中井和哉
トルキエ暦40年8月13日生まれの34歳。ムズラク将国第3代将王。「美」こそが自身の権威を高めるという独特な価値観の持ち主。バルトラインとの戦争に担ぎ出されて父が死んだことから、トルキエに対し反感を抱いている。自分に逆らう者に対して容赦無い人物だが、身内や気に入った人物に対して甘い一面がある。
「トルキエからの独立」という夢に拘泥し、ルイ大臣の甘言を受け入れトルキエに対し反乱を起こす。優れた軍事的才覚の持ち主だが、自信過剰で相手の力を見くびる短所が災いし、マフムートの策に翻弄され敗北。弟のバヤジットによって討たれた。
聖官のバヤジット（ウレマー・バヤジット）
声 - 内山昂輝
トルキエ暦48年10月18日生まれの26歳。ムズラク将国の将弟で聖官。港の町の耳役を務めており、トルキエに敵対を辞さない構えを見せる兄バラバンを危険視している。遊牧民の多い大トルキエでは珍しく海事・異国の情報に詳しい。耳役でありながらバラバンの暴走を放置し、逆賊となった姪アイシェを匿うなど兄同様に身内に甘いようである。
親トルキエ派で有能な人物であるらしく、バヤジットが窮地にいると知ったザガノスから「安全な場所にいて欲しかった」と惜しまれている。マフムートらと共に反乱軍と戦い、兄バラバンを討ち将王となる。
雷のウスマン（ユルドゥルム・ウスマン）
ムズラク将国第2代将王。バラバン・ファトマ・バヤジットの父で、家臣からの人望の厚い君主だった。バルトライン帝国との戦争に加わり、戦闘終了の3日前に戦死した。
ビルジ
ムズラク将国大臣。ウスマンの代から仕えていたが、代替わりしたバラバンに媚びて民衆に重税を課すなどしたため無能者と判断され、他の家臣44人と共に粛清される。
エニス
ムズラク将国大臣。ウスマンの代からの家臣で、バラバンに物怖じせずに諫言をしていたため重宝されていた。しかし、バラバンの苛烈なやり方に付いて行けず、彼の元から去った。
バイラム軍人（バイラム・ベイ）
聖官付護衛頭。バトルライン帝国への侵攻軍に従軍する。

#### バルタ将国
水蓮のファトマ（ニリュフェル・ファトマ）
声 - 冬馬由美
トルキエ暦42年6月8日生まれの32歳。バルタ将国の将王。ムズラク将国からバルタ将国へと嫁いだバラバンの妹。アイシェとケマルの母親。
バルタ将国の将王であった夫の亡き後を継いだが、将王位を狙う夫の親族に母子共々命を狙われているため、後ろ盾である兄バラバンに逆らえない立場である。そのためトルキエへの反乱に加担する以外の選択が出来なかった。四将王の中でただ一人戦死を免れて虜囚となり、毒による自裁を命じられたが、事情を汲んだマフムートの計らいにより奇岩の町郊外の屋敷に隠遁する（公には処刑されたことになっている）。
洋梨のアイシェ（アルムト・アイシェ）
声 - 茅野愛衣
トルキエ暦57年9月20日生まれの17歳。バルタ将国の将姫で、ファトマの息女。アビリガやキュロスも感心する美女。母ファトマと異なり親トルキエ派の人物。気怠げな印象を抱かせるが、辛辣な言動、物事の本質を見抜く聡明さ、大胆な行動力の持ち主だが、一方で身内に対して冷徹になれない側面があり、その甘さから叔父バヤジットと共に逆賊として窮地に立たされることとなる。幼少のころから叔父バヤジットに叶わぬ恋心を抱いていた。
内乱終結後にはケマルの後見人として宰相に就任する。クルチュ将国のオルハンとは許嫁であるが、ケマルの後見人としてバルダ将国を治めなければならなくなったため結婚は延期となった。ただし、「ケマルが成人した暁には嫁ぐ」とオルハンには語っており、彼からもらう手紙を象牙の箱に保管して大事にするなど好意を示している。
ケマル
声 - 宇山玲加
トルキエ暦65年3月19日生まれの10歳。バルタ将国第一将子。ファトマの息子でアイシェの弟。幼くして父を亡くしており、将王位を狙う父方の親族から母や姉共々命を狙われている。内乱終結後に将王に即位する。
カシム
ファトマの夫の弟でアイシェ・ケマル姉弟の父方の叔父。将王であった兄亡き後、将王位を巡る争いからファトマ親子を暗殺しようと謀るが、ファトマが兄バラバンに助けを求めたため逆に謀殺された。

#### ブチャク将国
油商のウズン（ヤグ・ウズン）
声 - 斎藤志郎
トルキエ暦29年9月30日生まれの45歳。ブチャク将国の将王。自国を交易の中心地とすべく極秘裏にバルトラインと手を結び、山岳を突き抜けるリマンへの直通街道を建設させている。
子供が77人いる。全員を国内の有力商人の養子にしており、後継者候補を見極めようとしている。敗走中に息子イスマイルに討たれる。
武器商のイスマイル（スイラーフ・イスマイル）
声 - 岡本信彦
トルキエ暦59年2月13日生まれの16歳。ブチャク将国第45将子。シン商会の養子となっており、優れた商才の持ち主。傭兵として名高いオルケスタを私兵として抱えている。央海諸国や東方の大国であるチニリなどの事情に精通しており、父親であるウズンから期待されている。
自国を交易の中心地にするためにバルトラインと結ぶという父親の野望を商人として危険視し、反乱に同調せずマフムートと共に反乱軍と戦い、父を殺して将王となる。
サルマン
ブチャク将国第6将子で、イスマイルの兄。商才に優れ人望も厚く、兄弟の半数を味方に取り込み次期将王の座を確実視されていた。しかし、病床に伏した際に、彼を妬む者たちによって商会を買収され、謀反の罪を着せられ処刑される。
水煙草屋のナザル（ナルギーレ・ナザル）
ムジュヘルの耳役。帝国から四将国に向けて密かに街道が建設されつつあることをザガノスに知らせ、町を訪れたマフムート達に情報を提供した。

#### クルチュ将国
百面のセリム（ユズ・マスカ・セリム）
声 - 郷田ほづみ
トルキエ暦33年6月14日生まれの41歳。クルチュ将国の将王。普段から仮面をつけており、トルキエ将国の13人の将軍にすら、素顔を見せたことがない。
四将国の中で弱小な自国の将来を憂いている。素顔を見せないのは自身の本心を周囲に悟らせないためである。大トルキエに異を示したのは、帝国・他の三将国を敵に回さないためであった。
マフムートらに協力して反乱から離脱しようとするが、情報が漏れたためアイシェを殺して三将国に許しを乞おうとしたが、息子オルハンに討たれる。死ぬ間際、苦渋の決断をしたオルハンに「くじけるな」と別れの言葉を交わした。
剣のオルハン（クルチュ・オルハン）
声 - 島﨑信長
トルキエ暦56年3月14日生まれの19歳。クルチュ将国第1将子にして将太子。アイシェの婚約者。滅多に素顔を見せない父を畏怖している。優柔不断で臆病な性格だがアイシェを心から愛している。三将国への忠誠のためアイシェを殺そうとした父を涙ながらに討ち、新たな将王としてマフムートと協力して反乱軍と戦う。
アブデュル軍人（アブデュル・ベイ）
声 - 梅津秀行
クルチュ将国の全軍を掌握する王兵長。

### バルトライン帝国

#### 帝室・旧貴族
ゴルドバルト11世（ギュンター）
声 - 斧アツシ
帝国暦397年3月1日生まれの54歳。帝国を統べる皇帝。実務はルイ大臣に任せているが大事の決定権は全て握っており、皇帝としての権威は絶大。ルイ大臣の陰謀も全て見透かしているが、あえて何も言わずに勝手にやらせている。フランツ大臣暗殺の際に、ルイ大臣の陰謀を証明しに来たカリル・マフムート両将軍の交渉を全て聞かぬまま「全て認める」と帝国の非を全面的に認めるなど、きっぱりしてるところも見受けられる。
皇子に長子ギュンターと次子グスタフがいる。
エルドライン1世
ゴルドバルト11世の父で帝国の先代皇帝。代々の世襲名である「ゴルドバルト」ではなく、被征服地ライン地方の王の名である「エルドライン」を皇帝として初めて名乗る。これを「バルト・ライン共栄の象徴」と称賛したエイゼンシュテイン公爵に対し、ルイ大臣は「被征服者を懐柔し搾取を強化するための方便」と一蹴した。
ビルヒリオ・ルイ
声 - 津田健次郎
帝国暦418年1月17日生まれの33歳。バルトライン帝国筆頭大臣（帝国宰相）。帝国一の資産家で、帝室や国庫を財政的に支援しており、その財力を背景に帝国の外交・軍事政策を指揮している。「帝国という"怪物"を維持するためには戦争を続けるしかない」という考えを持っており、陰謀によって反対派を押し切って戦争を始め、ルメリアナ大陸全土を手に入れようとしている策謀家。ヒサール反乱やトルキエ内乱を首謀していた。膨大な数の地図を暗記しており、毎朝皇帝に戦略を記した地図を献上している。腕利きで形成されるロットウルムを配下に持つ。
紳士的な人物として振る舞っているが、レレデリク曰く「キレると怖い」らしく、彼女自身言い訳を考えたりグララットを身代りに立てたりしたが、グララット曰く「問答無用でたたっ斬られる」という理由で拒否されている。
エイゼンシュテイン公爵
声 - 浦山迅
帝国暦356年3月3日生まれの95歳。バルトライン帝国元老。先代皇帝エルドライン1世の代から70年余りに渡り要職を歴任してきた。帝国の貧困を憂いて内政の充実を訴えており、戦争を優先するルイとは対立している。
シモン・ブランシャール
帝国暦423年6月6日生まれの27歳。バルトライン帝国財務大臣で、ルイの腹心の一人。政敵ばかりのルイにとって唯一心を許す相手であり、彼とは肉体関係を匂わせる描写があるが、作者は二人の関係を「あくまで同僚です」と述べている。
ニコロ
声 - 和多田美咲
帝国暦439年1月13日生まれの12歳。7歳のころからルイに小姓として仕え、何かと可愛がられている。

#### 新貴族
ジャック・ジョルダン侯爵
帝国暦434年12月1日生まれの16歳。ジョルダン（急流の町）領主。皇帝の招集に応じミュール防衛戦に参加する。父親は皇帝を妄信して対トルキエ戦の出陣を待ち続けた挙句に死去しており、その意志を受け継ぎ皇帝への絶対的な忠誠を誓っている。レレデリクの援軍が望めない状況になっても皇帝への忠誠を貫こうとするが、既に皇帝を見限っていたカウフマンに殺される。
ジークフリート・カウフマン伯爵
帝国暦427年3月14日生まれの24歳。ケイフ（洞窟の町）領主。新貴族一の武力を誇る黒騎士隊を率いてミュール防衛戦に参加するが、勝利を得られない皇帝を見限り、他の新貴族と共にザガノスに降伏する。
ヴィルヘルム・マイスナー伯爵
帝国暦422年10月1日生まれの28歳。シュネーシュトルム（吹雪の町）領主。レレデリクとの婚礼を理由に皇帝の招集を拒否する。バルト地方最大の兵力を持ち、次弟ディートリッヒ、末弟フリードリッヒと共に帝国崩壊後の覇権を握ろうと画策するが、弟たちを殺された挙句にレレデリクに軍団を乗っ取られる。

#### 常備軍団
コランタン・ピノー
声 - 小山力也
帝国暦406年5月6日生まれの44歳。帝国陸軍大将。かつては帝国の戦争政策を支持していたが、14年前のトルキエ戦敗北を受け戦争政策の限界を訴えており、ルイ大臣とは対立している。ルイ大臣の命令を受けてスコグリオ公国に侵攻してルメリアナ大戦の口火を切る。ムルムリョ盆地で反帝同盟軍に敗北し、エスパーダ攻防戦で戦死する。
リリー・ココシュカ
声 - 伊瀬茉莉也
帝国暦427年3月6日生まれの24歳。帝国宰相秘書官。ルイ大臣の側近で、軍監としてピノーの遠征軍に従軍する。ルイ大臣の戦争政策の実現を目指し、ルイの描いた地図を基に作戦を立案する一方、ピノーをけしかけ戦線の拡大を図っていたが、エスパーダ攻防戦で戦死する。
ヨハン・フレンツェン
声 - 豊永利行
33歳。帝国陸軍中将。第1軍団長。ピノーの死後は大将に昇格し南領軍を指揮する。病弱な体質で薬を常用している。勘が鋭く、マフムートたちの作戦を的確に見抜く洞察力を持つ。平民出身で、帝国の内部改革を目指し軍人になる。農業政策を重視しており、内心では戦争に反対している。南領軍を率いてザガノス軍を追撃するが、マフムートに阻まれ戦死する。
アントン・アダム
声 - かぬか光明
33歳。帝国陸軍中将。第2軍団長。フレンツェンとは長年の友人で、共に平民出身。肥満体だが俊敏さと強靭な腕力を持ち、登場人物の中で最強の戦闘力を持つ。アビリガを一騎討ちで圧倒するが、隙を突かれ戦死する。
ディルク・ヴィヒター
帝国暦426年5月30日生まれの24歳。フレンツェンの部下。フレンツェン・アダムの戦死後、南領軍の残存兵を率いて聖ミヒャエルに撤退する。
テオ・アンドロシュ
帝国暦394年10月2日生まれの56歳。帝国陸軍退役中将。対トルキエ戦後に退役していたが、ザガノス軍の進攻に伴い招集され大将に昇進し、ミュール防衛戦の総指揮官に任命される。慎重派の軍人で、勝機のない作戦と判断すればルイ大臣の命令にも異議を唱える。
ライアン・ロゥ
声 - 山内健嗣
帝国暦364年8月20日生まれの86歳。帝国海軍央海艦隊提督。帝国に併合されたロゥ王国王族の末裔。もっぱら海上での戦闘指揮を担当し、上陸作戦や陸上戦はレレデリクやグララットが指揮を担当する。

#### エルルバルデスブルク
エルルバルデス公爵 / シュネーシュトルム伯爵夫人レレデリク
声 - 小林ゆう
帝国暦424年8月17日生まれの26歳。ゴルドバルト11世の姪で、帝国海軍央海艦隊陸戦隊長。父アルフレッドと兄アルフレッドは既に死去しているため、皇位継承権第3位の立場にいる。長い黒髪をなびかせた美人だが、気貴族とは思えぬ女盗賊の如き言動をとるため、伯父である皇帝からは「嫁の貰い手がない」と言われている。貧寒な領地を栄えさせるためルイの指揮に従っているが、ルイの配下を殺してトルキエと戦争を始めようとするような面も見受けられる。
グララット・ベルルリック
声 - 櫻井孝宏
帝国暦426年1月2日生まれの25歳。レレデリク直属の部下で帝国海軍央海艦隊陸戦隊長付副官。平民の出身で、レレデリクがエルルバルデスブルクに封じられた時からの付き合い。大人しげな外見をしているが、レレデリクの苛烈な感情にもついてゆく。軽口をたたき合うなど、レレデリクとは仲がとても良い。グララットに限らず、レレデリク配下のエルルバルデスブルク兵たちは非常に結束が固い。

#### ロットウルム（赤蛇の教団）
トリスタン・バレ
声 - 山口りゅう
帝国暦414年12月9日生まれの36歳。帝国陸軍中将。第13軍団長。ルイ大臣の子飼いであるロットウルムの一員。工兵部隊を指揮し、トルキエ軍に打撃を与える。ムルムリョ盆地で反帝同盟軍に敗北し撤退後、ミュール防衛戦に参加する。
エレノア
声 - 行成とあ
帝国暦426年9月7日生まれの24歳。ロットウルムの一員。ルイ大臣の策謀のために各地で暗躍する。ヒサールの反乱の際に顔に火傷を負い、それ以降は仮面を付けるようになる。また、火傷を負う原因となったマフムートを敵視し、命を狙っている。
コルベール
声 - 濱野大輝
帝国暦425年7月11日生まれの25歳。ロットウルムの一員。ヒサールの反乱を手引きし、イブラヒムを助けに来たマフムートを追い詰めるが、彼に殺される。

#### ルリジオン（信仰の町）
エドモン
帝国暦422年7月6日生まれの28歳。ルリジオンの親方たちのまとめ役。スレイマンの説得に応じバルトライン帝国から独立する。
ウスターシュ
帝国暦411年9月16日生まれの39歳。ルリジオンの親方の一人。信仰の森を戦禍から守るために親方たちの中で一人だけトルキエへの服従に反対し、南領軍の逃亡を手助けし町を出る。
マリアンヌ
帝国暦425年12月3日生まれの25歳。ウスターシュの妻。

#### ベルネット王国
オットー1世（オットー・ベルネット）
帝国暦366年6月16日生まれの84歳。ライン地方プランタン町長。元ベルネット王子で、父王の死後は町長として80年間帝国の支配に従っていた。
父王を殺したプランタン一族への復讐を願いつつも、民を守るために暗愚な町長を演じていた。キュロスに説得され反乱を起こしてベルネット王国を再興し、反帝同盟に参加する。
オスカー・ベルネット
帝国暦401年4月20日生まれの49歳。オットーの甥。プランタンの豪商で、アポロドロスとの交易を通じて彼の息子キュロスと顔見知りになる。
ジル・プランタン子爵
帝国領プランタンの領主。反乱の際、オットーに殺害される。

### 央海12都市国家

#### ポイニキア（燈台の都）
アポロドロス
声 - 谷昌樹
帝国暦408年7月10日生まれの42歳。ポイニキア市長で、都一の大商人。キュロスの話では典型的な腐敗政治家であり、外交では帝国と宥和政策を取ろうとする。しかし、その弱腰姿勢も実は街や市民を戦火にさらしたくないという政治家としての信念であり、市民の犠牲を防ぐため帝国軍に降伏し、市民と元老院議員の助命と引き換えに処刑される。
コンスタンティノス
声 - 興津和幸
帝国暦413年7月1日生まれの37歳。ポイニキア副市長で、気さくな人柄のため市民からの人気が高い。対バルトライン強硬派で、古代ポイニキア帝国の理想を掲げる復古主義的な考えの持ち主。理想の高い人物で、都市内に帝国軍が雪崩れ込んで来ても最後まで戦い抜こうとした。降伏後も一人レレデリクに挑み、殺された。ルチオからは「理想で現実が見えなくなった人物」と評されている。
ゼノン
声 - 杉野田ぬき
帝国暦415年12月2日生まれの35歳。元老院議員。遠方の距離を目算で図ることができる優れた目測能力を持つ。
ニケフォロス
声 - 下和田ヒロキ
帝国暦414年10月14日生まれの36歳。元老院議員。卓越した計算能力を持つ。

#### ヴェネディック（海の都）共和国
アントニオ・ルチオ
声 - 小野大輔
帝国暦413年7月28日生まれの37歳。ヴェネディック共和国元首。ヴェネディック共和国とヴェネディック人を愛しているが故にヴェネディックという国家を最優先として、ポイニキアからの援軍要請を事実上反故にした。必要ならば友人をも裏切る冷酷な合理主義者として振舞っているが、長年の友人であるコンスタンティノスの死を悼むなど、全く感情がない訳ではない。
ヴェネディックを生き残らせるため、バルトライン・トルキエとの導管を欲している。マフムートを「理想が異常に高い割には現実的な判断ができる人物」と評価し、ヴェネディック - トルキエ間を結ぶ導管として期待している。
バルトラインの侵略に対抗するためトルキエ・ウラドと反帝同盟を締結する。同盟締結後は新鋭軍船を建造しリゾラーニに対抗する。
シルヴェストロ・ブレガ
声 - 山路和弘
帝国暦411年10月6日生まれの39歳。ヴェネディック艦隊総船団長。ポイキニア付近の海域を商売区域としているブレガ商会の船団長でもある。混沌の時代をヴェネディックが生き抜くため、マフムートに対して一計を案じた。同盟締結後はヴェネディック艦隊を率い、海戦の指揮を執る。
ジーノ・ボッカネグラ
帝国暦415年8月19日生まれの35歳。ヴェネディック艦隊第15船団長。ロニの弟で、アマデオの叔父。他のリゾラーニ人のように海の姿が見えず、アマデオとの実力差に負い目を感じ、12年前にリゾラーニを飛び出しヴェネディックに移住する。央海海戦に志願し、リゾラーニ艦隊との戦闘に参加する。ルチオを守るため、リゾラーニ艦隊を道連れに「黒豹号（ネロ・パンテーラ）」に火を放ち自沈・戦死する。
チェチリア・ブレガ
声 - 折笠富美子
帝国暦416年1月16日生まれの35歳。ブレガの妻。酒場を経営している。マフムートの度胸を買っている。

#### リゾラーニ（島の都）共和国
ドナテッロ・ドーリア
声 - 松本保典
帝国暦411年12月8日生まれの39歳。リゾラーニ共和国元首。「道化師号（アルレッキーノ）」船長。仇敵のボッカネグラ家と手を組みバルトライン陣営に与するが、裏ではルチオと内通しており、敗走中のボッカネグラ艦隊を攻撃し、壊滅させる。
アマデオ・ボッカネグラ
帝国暦434年1月27日生まれの17歳。商船「黄金号（オーロ）」の船長。「海神に愛された子」と言われる天才で、リゾラーニ人の中で唯一海神トリトーネの姿を見ることが出来る。傲慢な性格でヴェネディックを「二流」と言って憚らない。ヴェネディックを追い落とすために仇敵のドーリア家と手を組み、バルトライン陣営に与する。央海海戦に敗れ敗走中にドーリア艦隊の裏切りに遭い、捕縛され処刑される。
ロニ・ボッカネグラ
帝国暦410年8月18日生まれの40歳。アマデオの伯父で商船「黄金号」の副船長で、「男爵夫人号（バネローサ）」の船長もしている。アマデオの才能に惚れ込み行動を共にしていた。央海海戦に敗れ敗走中にドーリア艦隊の裏切りに遭い、アマデオをかばい射殺される。

### サロス王国
ムワナイディ3世
サロス国王。権威主義者であり、「王の威光を見せ付ければ国民は従う」と考えており、その国民を顧みない政治姿勢は大臣からも反感を抱かれている。央海の制海権を失った帝国軍の残党に王宮を占拠され、監視下に置かれる。

### ウラド王国
ジグモンド3世
声 - 速水奨
帝国暦408年11月10日生まれの42歳。ウラド国王で、「弱肉強食」を信条としている。大鷹エルジューベトを飼っている。
国力の疲弊と国民の貧窮を憂いバルトライン帝国の保護下に入る決意をするが、マフムートとマルギットの説得を受け反バルトライン陣営に与する決断をする。その際、信頼の証として帝国国使を処刑するなど苛烈な一面を覗かせた。
マルギット
声 - 潘めぐみ
帝国暦431年2月24日生まれの20歳。第4王女。対トルキエ将国担当交渉大臣で、ウラドにおける耳役。公私の分別がついておらず、父には「大臣としての自覚が足りない」と言われている。マフムートと共に父を説得しウラドを反バルトライン陣営に引き入れる。その後は「東方のいろいろな国担当交渉大臣」に就任し、ニキと共に東方世界との交渉に向かう。
ゲルトルード
声 - 木村珠莉
24歳。第2王女。マルギットの姉で帝国担当交渉大臣。トルキエとの同盟を主張するマルギットに対し、バルトライン帝国と敵対することの不利を訴え帝国の保護下に入ることを主張した。反帝同盟締結後は、心臓地方・南ルメリアナ地方担当交渉大臣に就任する。

### ルメリアナの心臓地方

#### フローレンス（花の都）共和国
カテリーナ・デ・ロッシ
声 - 能登麻美子
帝国暦419年5月7日生まれの31歳。フローレンス共和国大統領。3年続けて大統領職を任されている女性。スレイマンとは彼の雌鷲が自分と同じ名前だったことがきっかけて出会い、恋人同士となる。現在は関係は終わっているが、今でも彼のことを愛しており特別な信頼関係にある。
自身の美貌を利用した交渉術に長けており、マフムートたちとの交渉では終始主導権を握っていた。帝国にも三国軍事同盟にも与するのを良しとせず、双方に睨みを効かせ戦争を防ぐため「心臓地方同盟（クオーレ同盟）」を発足させる。しかし、スコグリオ陥落の報を受けトルキエ軍の国内通過を認めたため反トルキエ派に命を狙われる。
ジャコモ・ロレダン
声 - 榎木淳弥
大統領付秘書官。反トルキエ派のメンバーで、カテリーナの情報を反トルキエ派に流していた。カテリーナがマフムートと会談した直後に反対派の署名を集め、大統領解任の準備を進めるなど根回しに長けており、カテリーナに「優秀な秘書官を持った」と自嘲させた。
ジョバンニ・デ・オルシーニ公爵
元大統領。かつてスレイマンが鷹匠として仕えていた人物。彼のことを信頼しているようで、マフムートたちが心臓会議に参加出来るように便宜を図った。

#### アルノ（小川の都）共和国
ジュリオ
声 - 宮澤正
アルノ共和国大統領。長年続いた平和に浸り切っており、ルメリアナ大陸の情勢について何の情報も集めていなかった。

### 南ルメリアナ

#### タウロ市
デルッチョ
声 - 小山剛志
帝国暦395年5月4日生まれの55歳。タウロ市長でエスケルドの双子の兄。右眼と両足を失っており、車椅子に乗っている。傭兵の未来について想いを巡らせる思慮深い一面を持つ。実力本位の考えを持っているため、軍才の無い相手を見下している。そのため、マフムートと模擬戦を行い実力を試す。
エスケルド
声 - 小山剛志
帝国暦395年5月4日生まれの55歳。タウロ市長でデルッチョの双子の弟。両腕を失っており、カギ爪の義手をしている。傭兵を「自由の戦士」と捉え、「必要とされなくなったら滅びても構わない」と考えている。兄と同様に実力本位の考えをしている。戦闘では足技を得意とし模擬戦ではマフムート隊を圧倒するが、トルキエの集団戦法によって敗れる。
エルバッハ
声 - 下野紘
帝国暦428年5月9日生まれの22歳。タウロ市のエル・トーロに所属する傭兵の青年で、バルトライン帝国領の出身。飄々とした態度でマフムートたちに接する。市長兄弟と同様に実力本位の考えを持っているが、彼らと違い傭兵を「落伍者」と卑下している。辛辣な物言いをすることが多く、マフムートのことを「戦場には向かない」と評している。模擬戦後はマフムートに雇われ旅に同行する。

#### カンパーナ（鐘の都）
ブランカ
声 - 大地葉
帝国暦431年4月6日生まれの19歳。カンパーナの耳役。帝国軍の侵攻から市民を救うため脱出を手助けするが、帝国軍に発見され捕えられる。連行される途中、バスコの騒動に出くわして彼と逃走し、その後はザガノス軍に同行する。
バスコ
声 - 山本和臣
帝国暦437年2月29日生まれの14歳。カンパーナの鐘職人の少年。帝国軍に親方を殺され復讐を誓い、ザガノス軍に協力して「警告の鐘」を作り出す。

#### エスパーダ（剣の都）
ブリジッタ・グリマルディ
声 - 悠木碧
帝国暦435年2月17日生まれの16歳。クオーレ地方の傭兵団・山猫団（リンチェ）の団長で、エルバッハとは顔見知り。父親が団長だったため、後を継ぎ団長になった。クオーレ同盟に雇われエスパーダ防衛のため入城する。トルキエを「野蛮人」と忌避していたが、戦利品を譲ってくれたクルトに好意を抱くようになる。作者は「クルトの財力にLOVEです！」と語っている。

#### スコグリオ（岩の都）公国
スコグリオ公爵レグルス
スコグリオ公国の統治者。帝国軍の猛攻を受け降伏した。
ミル
声 - 中村章吾
帝国との国境に位置するオエスト砦の守備隊長。帝国軍の猛攻を受け降伏した。
エミリオ
声 - 松浦義之
スコグリオの耳役。スコグリオ陥落の報を知らせるため伝書鳩を飛ばしたが、直後にエレノアに殺された。

#### チェロ（天上の都）共和国
カルバハル
声 - 平川大輔
帝国暦422年12月24日生まれの28歳。チェロ共和国院長。明るく人懐っこい性格をしているため、人々から慕われている。「フィナル・フェリス（幸福な結末）」を信条とし、人々の平穏を乱す帝国から街を守るため反帝同盟に与するが、バルトラインに降伏しようとする反院長派に拘束され、処刑される。
カサンドラ
声 - 伊藤静
帝国暦425年12月28日生まれの25歳。院長秘書・侍従長。幼少のころに、戦乱で家を失った祖父と共にチェロに移住する。
アウグスト、サロモン、ウルバーノ
声 - 阪口周平（アウグスト）、土田玲央（サロモン）、高橋研二（ウルバーノ）
チェロに籠城する民兵。籠城戦に耐えかねて、仲間と共謀してカルバハルを監禁し、帝国軍に降伏しようとする。カルバハルを処刑し降伏を試みるが、帝国軍の退却により失敗し、トルキエ軍に拘禁される。

### アルギュロス（銀色の都）
ラフモノフ
声 - 白熊寛嗣
アルギュロスを治める三大商人の筆頭。街を混乱から守るために、政治的思惑をもって訪れたマフムートを拒絶した。商人の倫理で街を治めているが、時として政治的な判断を下すこともある。
ニキ・アル・バフラーム
声 - 白石涼子
帝国暦436年8月10日生まれの14歳。アルギュロスの商人バフラームの一人娘。父の急死で隊商を継ぐが、他の隊商に雇人を全て奪われ途方に暮れていたところ、マフムートに商談を持ちかけられたことをきっかけに新しい商売を始め、その後はアルギュロスを飛び出しマフムートたちと共に行動する。男勝りな性格で、トンファーを得物とした武術の心得もある。
ワン・イーシン
声 - 中博史
帝国暦372年7月27日生まれの78歳。妻（声 - 堀越真己）と使用人たちと暮らしている老人。一見好々爺然としているが、変装したマフムートの正体を見破るなど鋭い洞察力を持つ。かつては東方の大国チニリの侍衛親軍都指揮使（皇帝の親衛隊長）だったが、23年前に戦で右足を失ったため役を辞し、アルギュロスで皇帝への献上品を探しながら隠居生活を営んでいる。

## 登場勢力
トルキエ将国
ルメリアナ大陸南東部に位置する、草原と砂漠に覆われた遊牧の国。建国は77年前。バルトライン帝国の内乱が終結し、その脅威が外に向けられることを恐れた20の部族のうち、16の主な部族が建国した部族連合国家である。
「大陸の富の9割が通る」と言われる隊商の街道と海の街道が交差して商業が盛ん。大陸諸国の中でもかなり裕福であり、庶民には道楽を楽しむ余裕がある。
軍人は庶民から武術試験で選ばれ、下から下級仕官→十人隊長（オン・バシュ）→百人隊長（ユズ・バシュ）→千人隊長（ビン・バシュ）→将軍（パシャ）→13人の将軍（ヴェズィール）→大将軍（ビュラクパシャ）。下から昇格する者もいれば降格者も定期的に選出される、完全な能力主義社会。
行政は将軍会議（ディワーン）を最高決定機関としている。将軍会議は42名の将軍による多数決で決定される民事・商業に関する第一の会議、大将軍の権限により地下水路監督官及び戦時司令官を決定する第二の会議、13人の将軍の全会一致で決定される軍事と外交そして国家犯罪に関する第三の会議があり、週3日開催される他に緊急の場合の臨時召集もある。
宗教は五首信仰で特に水の精霊（ナバラト）の信仰が盛んで水資源に乏しいことから、村々には必ず泉を囲むように水の社殿が建立されている。
主な都市
金色の町（アルトゥン）
将国の首都。国のちょうど中央に位置する。隊商の街道と海の街道が交差する交通の要所。
砦の町（ヒサール）
将国の北西に位置する。第1州に所属。隊商の街道沿い、バルトラインとの国境にある重要拠点。総督はイブラヒム。
イェニ・トゥグリル村
将国の北北西に位置する。第2州に所属。トゥグリル族のマフムートやスレイマンの故郷。犬鷲使いの聖地。12年前のバルトラインとの戦争で壊滅し、現在は再建されている。
オアシスの町
隊商の街道沿いのヒサール - アルトゥンの間に位置する。カリル将軍が建てた大市場などがある商業の発展した町。
水の精霊の町（ナバラト）
トルキエ南部に位置する。ルメナリア大陸最大の水の社殿がある。水の精霊を信仰する人々が集う聖地。

四将国
トルキエの文化圏に属しているトルキエ将国の衛星国。75年前のトルキエ建国時に帝国への後詰としてトルキエの20からなる部族のうち、当時の4大有力部族の族長を君主として建国された。四将国は各部族の族長である将王（スルタン）によって統治されており、将王は世襲制である。大トルキエにおいては将王はトルキエ将国の13人の将軍と同格とされており、「大トルキエ」と呼ばれている地域はそれらの四つの将国とトルキエ将国を指す。
それぞれの将国はトルキエに比べて国力は小さい。四将国はトルキエ将国から軽視されていることから近年では不満が高まっている。
大トルキエの中で貨幣鋳造権はトルキエ将国のみに認められており、その庇護によって四将国は独自の軍を率いている。貨幣鋳造権以外にも様々な制約がトルキエ将国から課せられている。
ムズラク将国
トルキエ将国の衛星国の一つ。将王はバラバン。大トルキエにおいて単一民族としては2番目の規模を誇り、四将国中唯一海に面している。
四将国を結ぶ海の街道の出発点でもある。
良馬の産地であることから四将国中優れた軍事力を持つ。特に騎兵が精強なことで知られている。
主な都市
港の町（リマン）
大トルキエの中で唯一海と面している街。ただし、央海ではなく外海に面している。
東の都（シャルク）
ムズラク将国の首都。バラバンの居城「紅の宮殿（アル・サライ）」がある。大トルキエでは一般的な水道技術が張り巡らされている。

ブチャク将国
トルキエ将国の衛星国の一つ。将王はウズン。
豊かな鉱物資源、産出された鉱物の加工技術を背景とする強大な経済力を持っている。
主な登場都市
宝石の町（ムジュヘル）
ブチャク将国の首都。元は宝石の採掘で潤っていたが現在は鉱山は閉山となった。しかし、宝石の研磨職人が多いことから栄えている。

クルチュ将国
トルキエ将国の衛星国の一つ。将王はセリム。
　四将国の中では弱小で経済力・軍事力共に劣っている。
主な都市
奇岩の町（アカイブ）
クルチュ将国の首都。文字通り奇岩に囲まれた地形の町。

バルタ将国
トルキエ将国の衛星国の一つ。将王はファトマ。
国力はクルチュ将国とほぼ同じだが、将王位争いのため政情は極めて不安定である。

バルトライン帝国
トルキエの北西に位置する軍事大国。トルキエ将国の10倍以上の戦力を保持している。皇帝による統治が行われ、貴族的な文化を有している。皇帝と、その取り巻きの間で意見の相違があり、カリル曰く「一枚岩ではない」国家である。内乱が続いていたが、77年前にバルト地方を束ねるゴル王国によって統一された。
帝国の支配階級はゴル王国時代からの家臣である旧貴族（ユンカー）と、帝国成立後に併合されたバルト地方諸王の新貴族（ヘルマン）に二分され、旧貴族は行政官として、新貴族は私兵を率いて戦争の尖兵として帝国を支えた。しかし、新貴族は常備軍団の設立により役目を終え、以後は武術大会で武芸を披露するだけの存在となるが、皇帝との間には有事の際に私兵を率いて参上する旨の誓約を交わしている。国の意思決定機関として国務会議と貴族会議が存在するが、皇帝や元老・国務大臣・陸軍大将が出席する国務会議が実権を握っているため、貴族会議は形骸化している。
被征服者であるライン地方の人々は征服者であるバルト地方から常に搾取される立場にあり、戦争の際にはライン地方の人々が最前線に送られ捨て駒扱いされている。また、帝国の辺境部では産業や教育が立ち遅れ、帝都周辺との間に深刻な格差が発生している。そのため、ライン地方では帝国に対する反感が根強く存在する。
主な宗教は赤蛇の教団（ロットウルム）。元々は東方から流れて来た製鉄職人集団で、良質な鉄鉱石の産地であるバルト地方ロット・ベルク（赤蛇の山）に定住し、製鉄技術を守るために教団化した。バルトライン領内の地下は、彼らが数百年かけて掘り続けた鉱道が張り巡らされている。ルイ大臣からは、製鉄に付随する建築・土木技術を高く評価され子飼いになっている。
主な都市
聖ミヒャエル（セント・ミヒャエル）
帝都。フルミニス川の中州に築かれた円形の大都市で、円の中央には皇帝の居城である聖ミヒャエルの城がある。聖ミヒャエルに入るための唯一の城門はミュールによって守られ、侵入困難な都市設計がなされている。「聖ミヒャエル」は帝国の初代皇帝の名前に由来する。
城壁の町（ミュール）
聖ミヒャエルに入るための連絡橋を防衛する要塞都市。元々は旧ポイニキア帝国が属州統治のために築いた防衛陣地で、北方民族の侵入に対抗するため要塞化されたものをバルトライン帝国が領有した。既に廃れたポイニキアの建築技術が用いられており、城壁は投石を受けても傷付けることが出来ず、「首都の大盾（シルト・フォン・ミヒャエル）」と呼ばれている。
エルルバルデスブルク
レレデリクの治める極寒の領地。1年のほとんどが冬のため、まともに作物が育たず領民は貧困に喘いでいる。ポイニキア攻略の功績により、ポイニキアから得られる富の5割を恒久的に下賜されることになった。
信仰の町（ルリジオン）
皇帝直轄領。帝国内で使用される木材の7割を産出する林業の町。住民は町の外に出ることや林業以外の仕事に就くことを禁止されており、木材の取引や生活用品の購入は全て聖ミヒャエルの御用商人と交わしているが、木材は法外に安い価格で買い叩かれ、逆に生活用品は法外に高い価格で買わされている。スレイマンの説得に応じ帝国から独立する。

ベルネット王国
ライン地方に存在した王国。ライン地方の諸王国の中で、バルトライン帝国の侵略に最後まで抵抗するが、家宰のプランタン一族の裏切りにより帝国に併呑される。併呑後は子爵位を受けたプランタン一族が旧ベルネット王国領を支配し、ベルネット一族は町長として生き延びていたが、キュロスの説得を受けたオットーの起こした反乱によりプランタン一族を滅ぼし、帝国から独立する。
主な都市
春の町（プランタン）
旧ベルネット王都。町の区長たちは全員ベルネット王家の家臣たちで、有事の際には王家を助けるように代々言い伝えられていた。

央海12都市国家
央海（セントロ）に面する有力な都市国家の総称。
ポイニキア（燈台の都）
古代の大海洋帝国・ポイニキア帝国の首都。現在では大陸南西部の大洋・央海沿いの港湾都市国家。海にそびえる大燈台が古代帝国の象徴である。帝国崩壊後も街は残り、高度な文明と商工業能力を保っていた。岸壁と大燈台からはじまる大城壁が都市を全て囲っている。陸地は大城壁を国境としてバルトライン帝国と接している。
帝国に軍港の一画を割譲する要求を突きつけられ、コンスタンティノスの下で防衛戦争を開始する。篭城して同盟国である央海最強の海軍を持つヴェネディックの艦隊の救援を待つ戦略だった。ポイニキア軍8000人に対して15万人の帝国兵は圧倒的な数にもかかわらず大城壁と大燈台に阻まれて4回にわたる総攻撃で多くの犠牲を出していた帝国軍だが、グララットが囮になりレレデリクが岸壁を兵力の9割以上の犠牲を出して強行突破し、ポイニキア暦3022年帝国暦451年5月29日、帝国に全面降伏した。宗教は五首信仰で特に土の精霊への信仰が盛んである。
ヴェネディック（海の都）共和国
軍事・経済ともに央海第一と目される干潟の上に造られた人工島の都市国家。
共和国会（コンシーリオ）への参加資格を有する共和貴族（ノービレ）によって運営されている。最高執政官である元首も共和貴族による投票によって選出され、内政・外交問わず国家に関わるあらゆることが元首官邸の中に用意された各種の専用部屋で決定される。元首は戦争指揮と外交交渉以外の理由で国外に出ることを禁止されている。
国民構成は500年前に北方から侵入した騎馬民族に大陸を逐われたヴェネテ人や、内乱や迫害で土地を逐われた多種多様な移民たちによって構成されている。
主な宗教は五首信仰で水・火・金・木・土の社殿を中心とした5つの街区をはじめ、夫々の宗教の社殿を中心とした街区がある。
優れた情報網を国家規模で持っており、ヴェネディックが商売を行う港ごとに情報掲示板と公館が設置されている。各商会の船長たちは寄港した際には必ず航海中に得た情報を公館に報告する義務を負っている。
央海での商売は危険と隣り合わせであるため海賊撲滅を国是としている。船での戦闘を熟知しているのは商人とその船乗りであるため、商人が軍隊を率いて海上警備を各商会が持ち回りで担当している。戦時には戦闘地域に縁が深い商会が艦隊を組んで出陣することになっている。
リゾラーニ（島の都）共和国
ポイニキアと西央海を結ぶ央海第二の商業国家。船団を組まずに交易し、事故に遭った際の保証も行われないため、商人たちの国家への帰属意識は低いが、操船技術はヴェネディックを凌ぐと言われており、自らを「海神の子」と呼びヴェネディックに対抗心を燃やしている。現在は力を持つ複数の家による元首の争奪戦が行われている。
海神トリトーネを「父」と崇め、その実力を認められたリゾラーニ人たちには央海の海流や風が全て生物として写るため、超人的な操船技術を会得している。

ウラド王国
西ルメリアナ大陸の北辺に位置する高原と岩山の国。東方騎馬民族の侵攻を受けた古代ポイニキア人によって建国された。建国以来鎖国を貫いており、入国の際には一国の使節であっても厳重な身体チェックを行い、国防のために各国担当の交渉大臣を置き情報収集を行っている。国民皆兵制度をとっており、その軍隊は400年前に帝国の侵攻を防いだこともある。どの国とも交易を行ってこなかったため国力は限界を超えており、帝国の保護下に入っての延命を図るが、マフムートたちが王国北辺の鳥追海岸に良質な肥料となる鳥肥（ステルコ）を発見し、その輸出によって国力の回復を目指すことを決め王国の独立を維持する。
ルメリアナの心臓（クオーレ・ディ・ルメリアナ）地方
ポイニキア帝国発祥の地であり、その誇りからルメリアナ大陸の「心臓」を名乗っている。バルトラインと文化形態を共有しており、侵略民族であるトルキエを「蛮族」として忌み嫌っている。34の都市国家が存在しているが、その全ての都市国家が独自の軍隊を保有しておらず、国の警備は傭兵に任せている。全都市国家の意志を決定する「心臓会議」があるが、主導権は心臓地方随一の大国フローレンス共和国が握っている。
フローレンス（花の都）共和国
クオーレ地方の政治・経済・文化の中心。芸術を重んじる「美の都」であり、様々な地から芸術家が集まる。大統領の任期は1年であり、市民の投票によって選ばれる。市民の3分の1の署名を集めれば大統領を解任することが出来る。エステ家・オルシーニ家・フィニ財閥といった街の有力者の大半は反トルキエ派である。
アルノ（小川の都）共和国
人口4000人の小都市国家。トルキエと国境を接している。

南ルメリアナ
西ルメリアナ大陸の南方地域。心臓地方の恩恵を受けつつ、軍備を牡牛団に頼る国がほとんどを占める。
タウロ市
ヴルカーノ火山の側にある都市国家。高い城壁で街を囲んだ難攻不落の城塞。傭兵を生業としており、各地から集まる志願者を牡牛団（エル・トーロ）の一員として養成し、各都市へ派遣している。
高名な将軍が訪れる度に模擬戦を実施し、傭兵志願者の選別と戦法を学んでいる。
主な都市
牡牛門（プエルタ・タウロ）
「タウロ一の堅門」と言われる城門。マフムートと市長兄弟の模擬戦の舞台となった。

カンパーナ（鐘の都）
鐘の鋳造が盛んな都市国家。バルトライン帝国への協力を拒んだため滅ぼされる。
スコグリオ（岩の都）公国
1200年前にポイニキア皇帝から公爵位を得て成立した都市国家。建国以来からポイニキア帝国時代の統治体制を維持している。バルトラインと国境を接しており、そのため帝国軍の侵攻を受け征服された。
主な都市
西の砦（オエスト砦）
帝国との国境沿いにある小規模な砦。守備隊は総勢500人。ピノー率いる帝国軍の猛攻を受け陥落した。

エスパーダ（剣の都）
長剣の製造が盛んな都市国家。反帝同盟に加盟し、トルキエに援軍を派遣する。

チェロ（天上の都）共和国
1200年前のポイニキア帝国末期に成立した都市国家。山の頂上にあった救貧院を中心に成立したため、現在でも、圧政や貧困から逃れて来た人々に無償で福祉を与えている。家屋は全て木造建築で造られており、侵略軍が街に入った際には街ごと焼き払うため、1200年間難攻不落を誇っている。

その他
アルギュロス（銀色の都）
東西ルメリアナ大陸の接点に位置する商業国家。東方交易の拠点であり、三大商人の合議によって治められている。三大商人から手形（ズァーツク）を与えられた手形商（ゴースチ）のみが商売を許されているが、問屋との信頼関係がなければ手形を持っていても相手にされない。混乱から街を守るために各国家と商人との付き合いを禁止しており、破った場合は街を追放される。大秦との直販商路は三大商人の独占物となっており、それを犯す者も街を追放される。
チニリ（大秦）
東ルメリアナ大陸東端に位置する大帝国。農業や畜産を基盤としており、かつてはバルトライン帝国と同様に戦争政策を推し進めていたが、8年前に日薙嶌国を征服した時点で戦争政策を放棄し繁栄を享受している。
サロス王国
ポイキニアの南に位置する独立した都市国家。央海に面した港の後背地に広大な食料供給源を持つ農業大国でもある。帝国暦446年（ルイが筆頭大臣に就任した年）に帝国自ら働きかけ修好条約を結んで以来、経済は帝国への依存度を高めており、事実上の属邦となっている。
国王の無策によって国内は荒廃状態にある。国王とその周辺を除けば非常に貧しく、アビリガによると奴隷貿易が盛んで飢餓が蔓延しているようである。
主な宗教は五首信仰。水の精霊の信仰が盛んである。
アラバ（悲劇の民）
東ルメリアナ大陸を100年放浪を続ける国を持たない民族。人口の大部分は、バトルライン帝国内で生活している。
文字がなく、普段から記憶が頼りとなるため、記憶力に秀でている。踊り子や劇団など芸術に秀でた者が多い。

## 書誌情報
- カトウコトノ『将国のアルタイル』講談社〈シリウスKC〉、全27巻
  1. 2008年4月23日発売[103] ISBN 978-4-06-373112-5
  2. 2008年8月22日発売[103]、ISBN 978-4-06-373130-9
  3. 2008年12月22日発売[103]、ISBN 978-4-06-373148-4
  4. 2009年3月23日発売[103]、ISBN 978-4-06-373167-5
  5. 2009年8月21日発売[103]、ISBN 978-4-06-373185-9
  6. 2010年2月23日発売[103]、ISBN 978-4-06-376210-5
  7. 2010年9月9日発売[103]、ISBN 978-4-06-376234-1
  8. 2011年1月7日発売[103]、ISBN 978-4-06-376248-8
  9. 2011年8月9日発売[103]、ISBN 978-4-06-376272-3
  10. 2012年4月9日発売[103]、ISBN 978-4-06-376326-3
  11. 2012年9月7日発売[103]、ISBN 978-4-06-376358-4
  12. 2013年3月8日発売[103]、ISBN 978-4-06-376384-3
  13. 2013年10月9日発売[103]、ISBN 978-4-06-376424-6
  14. 2014年4月9日発売[103]、ISBN 978-4-06-376455-0
  15. 2014年12月9日発売[103]、ISBN 978-4-06-376512-0
  16. 2015年7月9日発売[103]、ISBN 978-4-06-376553-3
  17. 2016年3月9日発売[103]、ISBN 978-4-06-376599-1
  18. 2017年1月17日発売[103]、ISBN 978-4-06-390673-8
  19. 2017年6月23日発売[103]、ISBN 978-4-06-390715-5
  20. 2017年12月8日発売[103]、ISBN 978-4-06-510331-9
  21. 2018年9月7日発売[103]、ISBN 978-4-06-512584-7
  22. 2019年9月9日発売[103]、ISBN 978-4-06-516453-2
  23. 2020年8月6日発売[103]、ISBN 978-4-06-520401-6
  24. 2021年6月9日発売[103]、ISBN 978-4-06-523402-0
  25. 2022年3月9日発売[103]、ISBN 978-4-06-527088-2
  26. 2024年3月8日発売[103]、ISBN 978-4-06-534889-5
  27. 2024年4月9日発売[103]、ISBN 978-4-06-534887-1
- カトウコトノ『将国のアルタイル公式ファンブック 将星の書』講談社〈シリウスKC〉、2017年8月9日発売[103]、ISBN 978-4-06-393275-1
- ソガシイナ『小国のアルタイルさん』講談社〈シリウスKC〉、2013年10月9日発売[104]、ISBN 978-4-06-376426-0

## テレビアニメ
2016年12月15日に「監督：古橋一浩×アニメーション制作：MAPPA 新アニメーションプロジェクト」として発表され、2017年7月より12月までMBSほか『アニメイズム』B2枠にて2クールで放送された。ナレーターは成田剣が務める。

### スタッフ
- 原作 - カトウコトノ（講談社「月刊少年シリウス」連載）[107]
- 監督 - 古橋一浩[107]
- 副監督 - いがりたかし[107]
- シリーズ構成 - 高木登[107]
- キャラクターデザイン・総作画監督 - 菅野利之[107]
- プロップデザイン - 新妻大輔[107]
- アクション作監 - 神谷智大[107]
- 美術設定 - 成田偉保[107]
- 美術監督 - 小倉一男[107]
- 色彩設計 - 佐々木梓[107]
- 撮影監督 - 大山佳久[107]
- 3Dディレクター - 石神亮一[107]
- 編集 - 廣瀬清志[107]
- 音響監督 - 木村絵理子[107]
- 音楽 - 川﨑龍[107]
- プロデューサー - 横山朱子、伊藤洋平、亀井博司、京谷知美
- アニメーションプロデューサー - 川越恒
- アニメーション制作 - MAPPA[107]
- 製作 - 将国のアルタイル製作委員会[107]（アニプレックス、講談社、ルーセント・ピクチャーズエンタテインメント、毎日放送、博報堂DYミュージック&ピクチャーズ、ローソン、GYAO、鐘通インベストメント、クリスマスホーリー、シーワン）

### 主題歌
「螺旋のユメ」
第1クールオープニングテーマ。作詞はマオ、作曲は御恵明希、編曲・歌はシド。
「赫色-akairo-」
第2クールオープニングテーマ。作詞はコヤマヒデカズ、作曲 - コヤマヒデカズ、純市、有田清幸、歌はCIVILIAN。
「たいようの哀悼歌（エレジー）」
第1クールエンディングテーマ。作詞は小竹正人、作曲はCarlos K.、Kanata Okajima、編曲はCarlos K.、歌はFlower。
「Windy」
第2クールエンディングテーマ。作詞は松尾潔、作曲・編曲は和田昌哉とDaido、歌はCHEMISTRY。

### 各話リスト
| 話数   | サブタイトル | 脚本       | 絵コンテ              | 演出                | 作画監督                                                                                         |
| ------ | ------------ | ---------- | --------------------- | ------------------- | ------------------------------------------------------------------------------------------------ |
| 第1話  | 犬鷲の将軍   | 高木登     | 古橋一浩              | いがりたかし        | 丸山修二 松岡秀明 高乗陽子                                                                       |
| 第2話  | 砦の町       | 高木登     | 初見浩一              | 有田周平            | 飯飼一幸 粉川剛 鎌田均                                                                           |
| 第3話  | 将軍会議     | 高木登     | いがりたかし          | 牧田佳織            | 吉田正幸                                                                                         |
| 第4話  | 犬鷲の共闘   | 高木登     | 古橋一浩              | 古橋一浩            | 郷津春奈 鎌田均 小林理 津熊健徳                                                                  |
| 第5話  | 燈台の都     | 吉永亜矢   | 亀井治                | 井之川慎太郎        | 門智昭 山村俊了                                                                                  |
| 第6話  | 黒鉄の鎖     | 吉永亜矢   | 小林寛                | いがりたかし        | 高乗陽子 塚本知代美 松井理和子 津熊健徳 服部憲知                                                 |
| 第7話  | 古都陥落     | 吉永亜矢   | 牧田佳織              | 牧田佳織            | 吉田正幸 有我洋美 永川桃子 都凪こより                                                            |
| 第8話  | 至誠の仮面劇 | 高木登     | サトウシンジ          | 寺澤和晃            | 高野やよい 二松真理                                                                              |
| 第9話  | 紅虎の将王   | 高木登     | 後藤圭二              | 西畑佑紀            | 阿部恒 吉川佳織 平村直紀                                                                         |
| 第10話 | 月下佳人の舞 | 高木登     | 高橋亨                | いがりたかし 佐藤威 | 津熊健徳 松井理和子 服部憲知 鎌田均                                                              |
| 第11話 | 剣の将太子   | 谷村大四郎 | MAPPA                 | 淀橋山泉            | 高乗陽子 青木里枝 加藤祐子 新沼大祐 松井理和子 袴田裕二 津熊健徳                                 |
| 第12話 | 奇岩会戦     | 谷村大四郎 | サトウシンジ 内海紘子 | 有田周平 佐藤威     | 塚本知代美 高乗陽子 松井理和子 桑原剛 袴田裕二 服部憲知 LEE JOOHYUN 都凪こより 永川桃子 関口雅浩 |
| 第13話 | 内乱終結     | 谷村大四郎 | 内海紘子 サトウシンジ | 牧田佳織            | 吉田正幸                                                                                         |
| 第14話 | 隊商の娘     | 高木登     | 江副仁美              | 江副仁美            | 崎口さおり 桑原剛 高乗陽子                                                                       |
| 第15話 | 北の王国     | 谷村大四郎 | 竹ノ内和久            | 井之川慎太郎        | しまだひであき 山村俊了 亀田朋幸                                                                 |
| 第16話 | 大戦の始まり | 高木登     | さとうみほ            | 西畑佑紀            | 阿部恒 吉川佳織 菱沼祐樹                                                                         |
| 第17話 | 花の一計     | 吉永亜矢   | 亀井治                | 佐藤威              | 桑原剛 高乗陽子 崎口さおり 袴田裕二                                                              |
| 第18話 | 冀う星々     | 高木登     | 殿勝秀樹 古橋一浩     | つしまゆりか 柴田匠 | 岡本達明 萩原省智                                                                                |
| 第19話 | 楽園の檻     | 柳井祥緒   | 青井小夜 清水久敏     | 神原敏昭            | 山村俊了 亀田朋幸                                                                                |
| 第20話 | 弔鐘遥かなり | 谷村大四郎 | 牧田佳織              | 牧田佳織            | 吉田正幸 桑原剛 崎口さおり 袴田裕二 松井理和子                                                   |
| 第21話 | 反帝の同盟   | 谷村大四郎 | 下田久人              | 有田周平            | LEE JOOHYUN 粟井重則 高乗陽子 袴田裕二                                                           |
| 第22話 | 犬鷲の追撃   | 柳井祥緒   | 向井雅浩              | 向井雅浩            | 劉雲留 塚本歩 袴田裕二 桑原剛 松井理和子 高乗陽子                                                |
| 第23話 | 楽園の終焉   | 高木登     | いがりたかし          | いがりたかし 佐藤威 | 桑原剛 高乗陽子 崎口さおり 武田牧子 栗井重紀                                                     |
| 第24話 | 胎動         | 高木登     | 古橋一浩              | 古橋一浩            | 高乗陽子 袴田裕二 桑原剛 服部憲知 塚本歩 松井理和子 吉田正幸                                     |

### 放送局
| 放送期間                                          | 放送時間                     | 放送局    | 対象地域   | 備考                                        |
| ------------------------------------------------- | ---------------------------- | --------- | ---------- | ------------------------------------------- |
| 2017年7月8日 - 12月23日                           | 土曜 2:25 - 2:55（金曜深夜） | 毎日放送  | 近畿広域圏 | 製作局 / 字幕放送                           |
|                                                   |                              | TBSテレビ | 関東広域圏 | 字幕放送                                    |
| 2017年7月9日 - 12月24日                           | 日曜 0:30 - 1:00（土曜深夜） | BS-TBS    | 日本全域   | BS放送                                      |
| 2017年7月20日 - 12月28日                          | 木曜 2:20 - 2:50（水曜深夜） | 新潟放送  | 新潟県     | 2017年12月28日は第23話・第24話の2話連続放送 |
| 毎日放送、TBSテレビ、BS-TBSは『アニメイズム』B2枠 |                              |           |            |                                             |

### BD / DVD
| 巻 | 発売日         | 収録話          | 規格品番       | 規格品番       |
| 巻 | 発売日         | 収録話          | BD限定版       | DVD限定版      |
| -- | -------------- | --------------- | -------------- | -------------- |
| 1  | 2017年10月25日 | 第1話 - 第6話   | ANZX-12701〜3  | ANZB-12701〜3  |
| 2  | 2017年12月27日 | 第7話 - 第13話  | ANZX-12704〜7  | ANZB-12704〜7  |
| 3  | 2018年2月28日  | 第14話 - 第19話 | ANZX-12708〜10 | ANZB-12708〜10 |
| 4  | 2018年4月25日  | 第20話 - 第24話 | ANZX-12711〜3  | ANZB-12711〜3  |

### Webラジオ
『将国のアルタイル〜トルキエ放送局〜』は、2017年7月7日から2018年2月2日まで音泉にて第1・第3金曜に配信された番組。6月23日にプレ配信が行われた。パーソナリティはマフムート役の村瀬歩とキュロス役のKENN。
ゲスト
- 第1回・第8回：古川慎（ザガノス 役）
- 第2回：津田健次郎（ルイ 役）
- 第3回：日笠陽子（シャラ 役）
- 第4回：興津和幸（コンスタンティノス 役）
- 第5回：小西克幸（スレイマン 役）
- 第6回：諏訪部順一（アビリガ 役）
- 第7回：内山昂輝（バヤジット 役）
- 第9回：小野大輔（ルチオ 役）
- 第10回：小林ゆう（レレデリク 役）
- 第11回：下野紘（エルバッハ 役）
- 第12回：平川大輔（カルバハル 役）
- 第13回：小山力也（ピノー 役）

| 毎日放送 土曜2:25 - 2:40（金曜深夜）                                                                  | 毎日放送 土曜2:25 - 2:40（金曜深夜）                          | 毎日放送 土曜2:25 - 2:40（金曜深夜） |
| 前番組                                                                                                | 番組名                                                        | 次番組                               |
| --- | ------------------------------------------------------------- | ------------------------------------ |
| 神撃のバハムート VIRGIN SOUL （2:10 - 2:40） - ここまで「アニメイズム」B1 1:55 - 2:25に繰り上げて継続 | 将国のアルタイル （2:25 - 2:55） - ここから「アニメイズム」B2 | キリングバイツ                       |
| 毎日放送 土曜2:40 - 2:55（金曜深夜）                                                                  |                                                               |                                      |
| ベルセルク（第2期） （2:40 - 3:10）                                                                   | 将国のアルタイル                                              | キリングバイツ                       |